# Bertoua
Bertoua è la capitale del dipartimento di Lom e Djérem, in Camerun.